# Michael Tojner
Michael Tojner (* 31. März 1966 in Steyr, Oberösterreich) ist ein österreichischer Unternehmer.

## Leben
Tojner wuchs in Haag, Niederösterreich, auf und maturierte 1984 am Bundesrealgymnasium Amstetten. Von 1986 bis 1990 studierte er Betriebswirtschaftslehre an der Wirtschaftsuniversität Wien und von 1988 bis 1991 Rechtswissenschaften an der Rechtswissenschaftlichen Fakultät der Universität Wien. Tojner, der auch in Rechtswissenschaften an der Universität Wien promoviert wurde, veröffentlichte seine wirtschaftswissenschaftliche Doktorarbeit mit dem Titel „Eine betriebswirtschaftliche und rechtliche Analyse von Venture Capital“ im Jahr 1990. Als externer Lektor für Beteiligungsfinanzierung hat Tojner seit 1999 am Institut für Außenhandel der Wirtschaftsuniversität Wien Lehraufträge übernommen.
Michael Tojner war Mitbegründer von bwin und Global Equity Partners. Insgesamt investierte er in über 50 Jungunternehmen.
2006 gründete er die Industriegruppe Montana Tech Components AG. Zur Montana-Gruppe gehören die Unternehmen Alu Menziken, Varta AG, Universal Alloy Corporation, Asta, Alpine Metal Tech und Aluflexpack. Die Varta AG notiert seit 19. Oktober 2017 im Prime Standard an der Frankfurter Wertpapierbörse, begleitet wurde die Emission von Berenberg und der Uni Credit Bank.
Seit den 1990er-Jahren ist er mit der WertInvest im Immobiliengeschäft tätig. Bekannteste Projekte sind hier der Kauf des InterContinental Wien, die „Alte Postzentrale Wien“ und das Hotel Kummer. In der Öffentlichkeit höchst umstritten ist dabei das Projekt „Wohnturm“ auf dem Heumarkt. Der Wiener Gemeinderat stimmte am 1. Juni 2017 mehrheitlich für das Projekt Heumarkt. Tojner bekundete im September 2018, er stehe nach wie vor hinter dem architektonischen Entwurf, halte ihn städtebaulich für eine optische Bereicherung, überdies gehe er davon aus, dass Wien der Status „Weltkulturerbe“ erhalten bleibe.
Tojner ist Vorstandsmitglied in der Industriellenvereinigung Wien und im Aufsichtsrat der Dorotheum GmbH & Co KG. Seit 2010 kooperiert er mit dem Unternehmer Martin Ohneberg in verschiedenen Projekten.
Michael Tojner engagiert sich in der Jugend-Sportförderung. Er nimmt Stellung zu aktuellen wirtschafts- und gesellschaftspolitischen Fragen, organisiert und hält Vorträge, zum Beispiel im Wiener „Club 20“ oder in der Mittwochsgesellschaft. Tojner unterstützt Architektur- und Kunstprojekte. Er ist verheiratet und Vater von sechs Kindern.
Seit 1986 ist er Mitglied der katholischen Studentenverbindung KAV Bajuvaria Wien im ÖCV.
Die Zeitschrift Trend reihte ihn 2019 auf der Liste der reichsten Österreicher auf Platz 31 ein, mit einem geschätzten Vermögen von 1,45 Milliarden Euro.
Im Oktober 2020 spekulierte das Nachrichtenmagazin Spiegel über finanzielle Beteiligung von Tojner an deutschen Zulieferern der Luftfahrtindustrie.
Unter Präsident Alexander Wrabetz wurde er im November 2022 Mitglied des Präsidiums des SK Rapid Wien.

## Vorwürfe
Anfang 2019 wurde bekannt, dass Michael Tojner wegen des Verdachts des Betrugs im Umfang von etwa 40 Millionen € vom Land Burgenland angezeigt wurde (Aktenzahl: 63 St1/19x). Tojner bestreitet die Vorwürfe. Zwei von Tojner vorgelegte Gutachten kommen zu dem Ergebnis, dass keine Pflichtverletzung vorgelegen habe. Nachdem er das Land um rund 113 Millionen Euro geschädigt haben soll, wurden im Juli 2019 Immobilien Tojners im Wert von rund 140 Millionen Euro beschlagnahmt.
Der Burgenländische Landesrechnungshof kam hingegen in seinem Prüfbericht „Gemeinnützige Bauvereinigungen Pannonia, Gesfö und Riedenhof“ zu folgendem Schluss: „Das Land Burgenland wickelte die Entziehungsverfahren nicht ordnungsgemäß ab.  Gemäß § 37 AVG war es als Aufsichtsbehörde vor allem verpflichtet, im Rahmen des Verfahrens den maßgebenden Sachverhalt festzustellen. Das Land Burgenland kam dieser Verpflichtung nicht mit der gebotenen Sorgfalt nach. Dies führte zu zahlreichen  Verfahrensmängeln sowie aktenwidrigen und fehlerhaften Bescheiden.“
In der Causa Tojner rund um die Wohnbaugenossenschaften Gesfö/Riedenhof und Pannonia ermittelt die Wiener Wirtschafts- und Korruptionsstaatsanwaltschaft (WKStA) nun auch wegen des Verdachts auf Abgabenhinterziehung. Das Verfahren läuft gegen zwei Beschuldigte, die involvierte Immobiliengesellschaften geführt und nach Liegenschaftskäufen zu wenig Grunderwerbssteuer abgeführt haben sollen. Zudem ermittelt die WKStA auch in diesem Konnex gegen Michael Tojner, er soll die beiden angestiftet haben. Für alle gilt die Unschuldsvermutung. Das Finanzamt für Gebühren, Verkehrssteuern und Glücksspiel soll die drei Beschuldigten bis Ende des Jahres 2020 vernehmen.
Laut Zeitungsberichten soll es Verbindungen zwischen der Causa Stadterweiterungsfonds und den staatsanwaltlichen Ermittlungen gegen Wolfgang Brandstetter und Christoph Chorherr geben. Der ehemalige Justizminister und nachmalige Verfassungsrichter Brandstetter wird verdächtigt, Informationen über Ermittlungen gegen den früheren Politiker Christoph Chorherr (Grüne) an Michael Tojner weitergegeben zu haben. Gegen Chorherr wird bereits seit 2017 ermittelt. Chorherr und Brandstetter bestreiten alle Korruptionsvorwürfe. Gegen Abend des 25. Februar wurde bekannt, dass laut Presse gegen Wolfgang Brandstetter und Christian Pilnacek wegen Verletzung des Amtsgeheimnisses ermittelt werde. Es gebe laut Standard einen Konnex zur Causa Stadterweiterungsfonds.
Die nunmehrigen Untersuchungen der Staatsanwaltschaft gegen Wolfgang Brandstetter sollen laut dem Wirtschaftsmagazin Trend auf einem Zufallsfund bei der dritten Hausdurchsuchung bei Michael Tojner am 10. Februar 2021 basieren. Michael Tojner und Wolfgang Brandstetter kennen sich bereits aus ihrer Schulzeit im niederösterreichischen Haag und Brandstetter soll diesen öfters rechtlich beraten haben. Brandstetter ist auch in zwei Gesellschaften der Tojner-Gruppe mandatiert.
Die Zeitschrift profil berichtete Anfang Juli davon, dass Michael Tojner auch verdächtigt werde, einen prominenten Wiener Fotografen 2015/2016 dazu angestiftet zu haben, Scheinrechnungen von rund 30.000 Euro an die beiden einst gemeinnützigen Wohnbaugesellschaften Gesfö und Riedenhof zu legen. Offiziell hätten Gesfö und Riedenhof die Rechnungen für Aufnahmen von Liegenschaften bezahlt. Tatsächlich könnten aber auf Tojners Wunsch auch private Fotos und Fotos von Mitarbeitern seiner Firmengruppe bezahlt worden sein. Tojner hatte damals formell nichts mit diesen beiden Wohnbaugesellschaften zu tun. Dem „profil“ würde ein Bericht des Bundeskriminalamt vom November 2020 vorliegen und die WKStA führe den Fotografen als Beschuldigten und hätte bei diesem bereits eine Hausdurchsuchung vornehmen lassen. Tojners Anwalt, Karl Liebenwein, hat den Vorwurf ungerechtfertigter Rechnungslegungen auf „profil“-Anfrage auf das Schärfste zurückgewiesen und am Sonntag, 4. Juli 2021, einen „offenen Brief“ publiziert.
Im November 2021 gab die WKStA bekannt, Anklage gegen Michael Tojner und neun weitere Personen im Zuge der Korruptionsvorwürfe gegen Christoph Chorherr zu erheben. Laut Recherchen des Dossier-Magazins stützt sich die Anklage auf einen Beschluss des Landesgerichts für Strafsachen Wien, wonach es Ungereimtheiten beim Erwerb verschiedener Grundstücke durch Tojner gegeben hätte. Unter den Grundstücken befindet sich auch das Areal am Wiener Heumarkt.
Am 24. Jänner 2023 wurden Michael Tojner und alle neun Mitangeklagten freigesprochen, da das Gericht keine Beweise sah.

## Publikationen
- Privatisierung in Tschechien: Eine Analyse des Privatisierungsansatzes unter besonderer Berücksichtigung der verfassungs- und verwaltungsrechtlichen Grundlagen. Rechtswissenschaftliche Dissertation, Wien 1996.
- mit Reinhard Moser: Beteiligungskapital und Unternehmertum, Fünf Case Studies, Linde-Verlag, Wien 2013, ISBN 978-3-7093-0547-8.
- mit Jesús Crespo Cuaresma: Staatsquoten und Pensionssysteme, Linde-Verlag, Wien 2015, ISBN 978-3-7093-0613-0.